# Gustav Schlick
Pour les articles homonymes, voir Schlick.
Gustav Schlick, né le 15 mai 1804 à Leipzig et mort le 6 septembre 1869 à Loschwitz, est un peintre, illustrateur et lithographe de portraits et de scènes de genre.

## Biographie
Gustav Schlick naît le 15 mai 1804 à Leipzig. Il étudie à l'académie de Leipzig avec Veit Hanns Schnorr von Carolsfeld. Il fait des voyages d'études à Berlin et à Paris.
Gustav Schlick meurt le 6 septembre 1869 à Loschwitz.